# 마르셀 마르실루
마르셀 마르실루(프랑스어: Marcel Marcilloux, 1980년 10월 3일 ~ )는 프랑스의 펜싱 선수로 주 종목은 플뢰레이다. 그는 2012년 하계 올림픽의 남자 플뢰레 단체전에서 교체요원으로 출전하였다.